# Мурашко Данило Геннадійович
Мурашко Данило Геннадійович (нар. 10 серпня 1998, Ніжин, Чернігівська область — 27 січня 2023, поблизу с. Шабельківка, Краматорський район, Донецька область, Україна) — український військовий льотчик III класу, майор (посмертно), учасник російсько-української війни. Повний лицар ордена Богдана Хмельницького.

## Біографія
Народився 10 серпня 1998 року в Ніжині Чернігівської області.
2013-го вступив до Чернігівського ліцею з посиленою військово-фізичною підготовкою. У 2015—2020 навчався в Харківському університеті Повітряних сил.
З листопада 2020 по травень 2022 — льотчик авіаційної ланки 299-ї бригади тактичної авіації. З травня по вересень 2022 — старший льотчик авіаційної ланки, згодом командир.
За час повномасштабного російського вторгнення до України здійснив 141 бойовий виліт, знищивши близько 70 одиниць броньованої техніки, понад 80 автотранспортних засобів, приблизно 30 автоцистерн пально-мастильних матеріалів, близько 600 осіб живої сили противника. Неодноразово здійснював вивід авіаційної техніки з-під авіаційних та ракетних ударів противника.

### Загибель
27 січня 2023 року, під час бойового завдання на Су-25 у складі пари літак Данила було підбито російським винищувачем поблизу села Шабельківка, Краматорського району на Донеччині. Відводячи підбитий літак від житлових будівель, пілот втратив висоту для безпечного катапультування і загинув. Командування представило Данила Мурашка за особисту мужність і відвагу до присвоєння звання Герой України (посмертно).

## Родина
Був одружений, залишилася дружина Дар'я Мурашко (до шлюбу Шишаєва).

## Нагороди та вшанування пам'яті
- звання Герой України з удостоєнням ордена «Золота Зірка» (8 липня 2023, посмертно) — за особисту мужність і героїзм, виявлені у захисті державного суверенітету та територіальної цілісності України, самовіддане служіння Українському народові[7].
- орден Хмельницького I ступеня (8 серпня 2022) — за особисту мужність і самовіддані дії, виявлені у захисті державного суверенітету та територіальної цілісності України, вірність військовій присязі[8];
- орден Хмельницького II ступеня (10 червня 2022) — за особисту мужність і самовіддані дії, виявлені у захисті державного суверенітету та територіальної цілісності України, вірність військовій присязі[9];
- орден Хмельницького III ступеня (14 травня 2022) — за особисту мужність і самовіддані дії, виявлені у захисті державного суверенітету та територіальної цілісності України, вірність військовій присязі[10].
- почесний нагрудний знак Головнокомандувача Збройних сил України «Сталевий хрест»[11].
- 26 липня 2024 року вулицю Бєлінського в Миколаєві перейменовано на вулицю Данила Мурашка[12].

## Військові звання
- Старший лейтенант (станом на 8 серпня 2022)[8]
- Капітан (на момент загибелі 27 січня 2023)[13]
- Майор (посмертно)[7][14]